# Веннесла
Веннесла (норв. Vennesla) — коммуна в губернии Вест-Агдер в Норвегии. Административный центр коммуны — город Веннесла. Официальный язык коммуны — нейтральный. Население коммуны на 2007 год составляло 12 776 чел. Площадь коммуны Веннесла — 384,35 км², код-идентификатор — 1014.

## История населения коммуны
Население коммуны за последние 60 лет.

Статистика коммуны Веннесла